# Oligostachyum scabriflorum
Oligostachyum scabriflorum är en gräsart som först beskrevs av Mcclure, och fick sitt nu gällande namn av Zheng Ping Wang och Guang Han Ye. Oligostachyum scabriflorum ingår i släktet Oligostachyum och familjen gräs. Inga underarter finns listade i Catalogue of Life.